# Elecciones municipales de San Román de 2014
Las elecciones municipales de San Román de 2014 se llevaron a cabo el 5 de octubre de 2014 para elegir al alcalde y al Concejo Provincial de San Román para el periodo 2015-2018. La elección se celebró simultáneamente con elecciones regionales y municipales (provinciales y distritales) en todo el Perú.

## Sistema electoral
La Municipalidad Provincial de San Román es el órgano administrativo y de gobierno de la provincia de San Román. Está compuesta por el alcalde y el Concejo Provincial.
La votación del alcalde y el concejo se realiza en base al sufragio universal, que comprende a todos los ciudadanos nacionales mayores de dieciocho años, empadronados y residentes en la provincia de San Román y en pleno goce de sus derechos políticos, así como a los ciudadanos no nacionales residentes y empadronados en la provincia de San Román.
El Concejo Provincial de San Román está compuesto por 11 regidores elegidos por sufragio directo para un período de cuatro (4) años, en forma conjunta con la elección del alcalde (quien lo preside). La votación es por lista cerrada y bloqueada. Se asigna a la lista ganadora los escaños según el método d'Hondt o la mitad más uno, lo que más le favorezca.

## Composición del Concejo Provincial de San Román
La siguiente tabla muestra la composición del Concejo Provincial de San Román antes de las elecciones.
| Partidos | Partidos                                                         | Regidores |
| -------- | ---------------------------------------------------------------- | --------- |
|          | Siempre Unidos                                                   | 7         |
|          | Gran Alianza Nacionalista - Popular - Poder Democrático Regional | 2         |
|          | Restauración Nacional                                            | 1         |
|          | Moral y Desarrollo                                               | 1         |

## Partidos y candidatos
A continuación se muestra una lista de los principales partidos y alianzas electorales que participaron en las elecciones:
| Candidatura | Candidatura | Partidos y alianzas                                                       | Candidatos | Candidatos                 | Ideología                                                          | Resultado previo | Resultado previo | Ref. |
| Candidatura | Candidatura | Partidos y alianzas                                                       | Candidatos | Candidatos                 | Ideología                                                          | Votos (%)        | Reg.             | Ref. |
| ----------- | ----------- | ------------------------------------------------------------------------- | ---------- | -------------------------- | ------------------------------------------------------------------ | ---------------- | ---------------- | ---- |
|             | PDR         | Lista - Poder Democrático Regional (PDR)                                  |            | David Sucacahua Yucra      | Regionalismo puneño                                                | 21.60%           | 2                |      |
|             | RN          | Lista - Restauración Nacional (RN)                                        |            | Rubén Tamayo Mollinedo     | Liberalismo económico Conservadurismo social Humanismo cristiano   | 15.70%           | 1                |      |
|             | MyD         | Lista - Moral y Desarrollo (MyD)                                          |            | Hugo Quinto Huamán         | Regionalismo puneño                                                | 8.24%            | 1                |      |
|             | MAS         | Lista - Movimiento Andino Socialista (MAS)                                |            | Biviana Zea Romero         | Regionalismo puneño                                                | 4.42%            | 0                |      |
|             | AP          | Lista - Acción Popular (AP)                                               |            | Moisés Cayo Pachauri       | Partido atrapalotodo                                               | 3.69%            | 0                |      |
|             | AQUÍ        | Lista - Proyecto Político AQUÍ (AQUÍ)                                     |            | Emilio Barahona Chura      | Regionalismo puneño                                                | 2.08%            | 0                |      |
|             | UPP         | Lista - Unión por el Perú (UPP)                                           |            | Hugo Quispe Ochoa          | Nacionalismo de izquierda Socialdemocracia                         | 1.53%            | 0                |      |
|             | MAPU        | Lista - Movimiento Agrario Puneño (MAPU)                                  |            | Jorge Chávez Checa         | Regionalismo puneño                                                | 1.42%            | 0                |      |
|             | PPC         | Lista - Partido Popular Cristiano (PPC)                                   |            | Vidal Chávez Lipa          | Democracia cristiana Conservadurismo social Liberalismo económico  | 1.04%            | 0                |      |
|             | APP         | Lista - Alianza para el Progreso (APP)                                    |            | Margarita Sucari Cari      | Liberalismo económico Conservadurismo liberal Populismo de derecha | 0.71%            | 0                |      |
|             | DD          | Lista - Democracia Directa (DD)                                           |            | Mario Benavente Llerena    | Socialismo Nacionalismo de izquierda Ecologismo                    | 0.71%            | 0                |      |
|             | PHP         | Lista - Partido Humanista Peruano (PHP)                                   |            | Arturo Cotacallapa Marín   | Humanismo Socialismo Ecosocialismo                                 | 0.50%            | 0                |      |
|             | FP          | Lista - Fuerza Popular (FP)                                               |            | Miguel Cruz Velásquez      | Fujimorismo Conservadurismo social Populismo de derecha            | Nuevo            | Nuevo            |      |
|             | PPS         | Lista - Perú Patria Segura (PPS)                                          |            | Óscar Quenaya Rodríguez    | Conservadurismo liberal Liberalismo económico                      | Nuevo            | Nuevo            |      |
|             | FA          | Lista - Frente Amplio (FA)                                                |            | Yván Quispe Apaza          | Socialismo Ecologismo Descentralización                            | Nuevo            | Nuevo            |      |
|             | FAP         | Lista - Frente Amplio de Puno (FAP)                                       |            | Román Machaca Larico       | Regionalismo puneño                                                | Nuevo            | Nuevo            |      |
|             | FADEP       | Lista - Frente Amplio para el Desarrollo del Pueblo (FADEP)               |            | Beltrán Chambilla Chaparro | Regionalismo puneño                                                | Nuevo            | Nuevo            |      |
|             | SOL         | Lista - Movimiento al Socialismo y Libertad (SOL)                         |            | Hugo Valencia Martínez     | Regionalismo puneño                                                | Nuevo            | Nuevo            |      |
|             | PICO        | Lista - Proyecto de la Integración para la Cooperación (PICO)             |            | Oswaldo Marín Quiro        | Regionalismo puneño                                                | Nuevo            | Nuevo            |      |
|             | PA          | Lista - Poder Andino (PA)                                                 |            | Óscar Cáceres Rodríguez    | Regionalismo puneño                                                | Nuevo            | Nuevo            |      |
|             | CONFIA      | Lista - Por las Comunidades Fuente de Integración Andina de Puno (CONFIA) |            | Richard Ramos Riva         | Regionalismo puneño                                                | Nuevo            | Nuevo            |      |

## Sondeos de opinión
Las siguientes tablas enumeran las estimaciones de la intención de voto en orden cronológico inverso, mostrando las más recientes primero y utilizando las fechas en las que se realizó el trabajo de campo de la encuesta. Cuando se desconocen las fechas del trabajo de campo, se proporciona la fecha de publicación.
Leyenda:
     Sondeo realizado en el periodo de prohibición legal de la difusión de sondeos de intención de voto.

### Intención de voto
La siguiente tabla enumera las estimaciones ponderadas (sin incluir votos en blanco y nulos) de la intención de voto.
|                                |            |   |      |      |      |     |     |     |  |  |  |  |  |
| Elecciones municipales de 2014 | 5 oct 2014 | — | 21.5 | 20.0 | 16.7 | 8.4 | 6.4 | 1.5 |  |  |  |  |  |
|                                |            |   |      |      |      |     |     |     |  |  |  |  |  |
| Ipsos Perú/América             | 5 oct 2014 | ? | 20.2 | 19.9 | 15.5 | –   | –   | 0.3 |  |  |  |  |  |

## Resultados

### Sumario general
|                        |                                                                   |              |              |              |           |           |  |  |
| Partidos y coaliciones | Partidos y coaliciones                                            | Voto popular | Voto popular | Voto popular | Regidores | Regidores |  |  |
| Partidos y coaliciones | Partidos y coaliciones                                            | Votos        | %            | ±pp          | Total     | +/−       |  |  |
|                        | Proyecto de la Integración para la Cooperación (PICO)             | 31,899       | 21.51        | Nuevo        | 7         | +7        |  |  |
|                        | Poder Democrático Regional (PDR)                                  | 29,684       | 20.02        | n/a          | 2         | ±0        |  |  |
|                        | Poder Andino (PA)                                                 | 24,732       | 16.68        | Nuevo        | 1         | +1        |  |  |
|                        | Moral y Desarrollo (MyD)                                          | 12,450       | 8.40         | +0.16        | 1         | ±0        |  |  |
|                        | Democracia Directa (DD)1                                          | 9,521        | 6.42         | +5.71        | 0         | ±0        |  |  |
|                        | Restauración Nacional (RN)                                        | 7,107        | 4.79         | –10.91       | 0         | –1        |  |  |
|                        | Alianza para el Progreso (APP)                                    | 4,831        | 3.26         | +2.55        | 0         | ±0        |  |  |
|                        | Frente Amplio (FA)                                                | 4,585        | 3.09         | Nuevo        | 0         | ±0        |  |  |
|                        | Frente Amplio de Puno (FAP)                                       | 2,859        | 1.93         | Nuevo        | 0         | ±0        |  |  |
|                        | Movimiento Andino Socialista (MAS)                                | 2,750        | 1.85         | –2.57        | 0         | ±0        |  |  |
|                        | Frente Amplio para el Desarrollo del Pueblo (FADEP)               | 2,624        | 1.77         | Nuevo        | 0         | ±0        |  |  |
|                        | Por las Comunidades Fuente de Integración Andina de Puno (CONFIA) | 2,581        | 1.74         | Nuevo        | 0         | ±0        |  |  |
|                        | Movimiento Agrario Puneño (MAPU)                                  | 2,383        | 1.61         | +0.19        | 0         | ±0        |  |  |
|                        | Fuerza Popular (FP)                                               | 2,201        | 1.48         | Nuevo        | 0         | ±0        |  |  |
|                        | Proyecto Político AQUÍ (AQUÍ)                                     | 1,822        | 1.23         | –0.85        | 0         | ±0        |  |  |
|                        | Unión por el Perú (UPP)                                           | 1,676        | 1.13         | –0.40        | 0         | ±0        |  |  |
|                        | Acción Popular (AP)                                               | 1,566        | 1.06         | –2.63        | 0         | ±0        |  |  |
|                        | Perú Patria Segura (PPS)                                          | 868          | 0.59         | Nuevo        | 0         | ±0        |  |  |
|                        | Partido Popular Cristiano (PPC)                                   | 753          | 0.51         | –0.53        | 0         | ±0        |  |  |
|                        | Partido Humanista Peruano (PHP)                                   | 708          | 0.48         | –0.02        | 0         | ±0        |  |  |
|                        | Movimiento al Socialismo y Libertad (SOL)                         | 669          | 0.45         | Nuevo        | 0         | ±0        |  |  |
|                        |                                                                   |              |              |              |           |           |  |  |
| Total                  | Total                                                             | 148,269      |              |              | 11        | ±0        |  |  |
|                        |                                                                   |              |              |              |           |           |  |  |
| Votos válidos          | Votos válidos                                                     | 148,269      | 90.32        | +4.50        |           |           |  |  |
| Votos en blanco        | Votos en blanco                                                   | 3,910        | 2.38         | –0.70        |           |           |  |  |
| Votos nulos            | Votos nulos                                                       | 11,980       | 7.30         | –3.80        |           |           |  |  |
| Votos emitidos         | Votos emitidos                                                    | 164,159      | 88.70        | –1.01        |           |           |  |  |
| Abstenciones           | Abstenciones                                                      | 20,916       | 11.30        | +1.01        |           |           |  |  |
| Votantes registrados   | Votantes registrados                                              | 185,075      |              |              |           |           |  |  |
|                        |                                                                   |              |              |              |           |           |  |  |
| Fuente:                |                                                                   |              |              |              |           |           |  |  |

## Elecciones municipales distritales

### Sumario general
| | Proyecto de la Integración para la Cooperación (PICO)             | 2,184  | 20.72 | Nuevo  | 2 | +2 |  |  |
| | Poder Democrático Regional (PDR)                                  | 1,378  | 13.07 | n/a    | 0 | ±0 |  |  |
| | Por las Comunidades Fuente de Integración Andina de Puno (CONFIA) | 1,179  | 11.19 | Nuevo  | 1 | +1 |  |  |
| | Poder Andino (PA)                                                 | 1,162  | 11.02 | Nuevo  | 0 | ±0 |  |  |
| | Movimiento Agrario Puneño (MAPU)                                  | 958    | 9.09  | Nuevo  | 0 | ±0 |  |  |
| | Frente Amplio para el Desarrollo del Pueblo (FADEP)               | 870    | 8.25  | Nuevo  | 0 | ±0 |  |  |
| | Alianza para el Progreso (APP)                                    | 529    | 5.02  | +2.38  | 0 | ±0 |  |  |
| | Democracia Directa (DD)1                                          | 526    | 4.99  | +3.98  | 0 | ±0 |  |  |
| | Frente Amplio de Puno (FAP)                                       | 483    | 4.58  | +4.18  | 0 | ±0 |  |  |
| | Movimiento Andino Socialista (MAS)                                | 394    | 3.74  | –2.17  | 0 | ±0 |  |  |
| | Partido Popular Cristiano (PPC)                                   | 278    | 2.64  | n/a    | 0 | ±0 |  |  |
| | Siempre Unidos (SU)                                               | 245    | 2.32  | –4.32  | 0 | ±0 |  |  |
| | Proyecto Político AQUÍ (AQUÍ)                                     | 156    | 1.48  | –6.37  | 0 | ±0 |  |  |
| | Fuerza Popular (FP)                                               | 107    | 1.02  | Nuevo  | 0 | ±0 |  |  |
| | Restauración Nacional (RN)                                        | 91     | 0.86  | –8.07  | 0 | ±0 |  |  |
| |                                                                   |        |       |        |   |    |  |  |
| Total                                                                                                | Total                                                             | 10,540 |       |        | 3 | ±0 |  |  |
| |                                                                   |        |       |        |   |    |  |  |
| Votos válidos                                                                                        | Votos válidos                                                     | 10,540 | 81.00 | +12.19 |   |    |  |  |
| Votos en blanco                                                                                      | Votos en blanco                                                   | 1,623  | 12.47 | –7.23  |   |    |  |  |
| Votos nulos                                                                                          | Votos nulos                                                       | 850    | 6.53  | –4.97  |   |    |  |  |
| Votos emitidos                                                                                       | Votos emitidos                                                    | 13,013 | 90.59 | +0.05  |   |    |  |  |
| Abstenciones                                                                                         | Abstenciones                                                      | 1,351  | 9.41  | –0.05  |   |    |  |  |
| Votantes registrados                                                                                 | Votantes registrados                                              | 14,364 |       |        |   |    |  |  |
| |                                                                   |        |       |        |   |    |  |  |
| Fuente:                                                                                              |                                                                   |        |       |        |   |    |  |  |

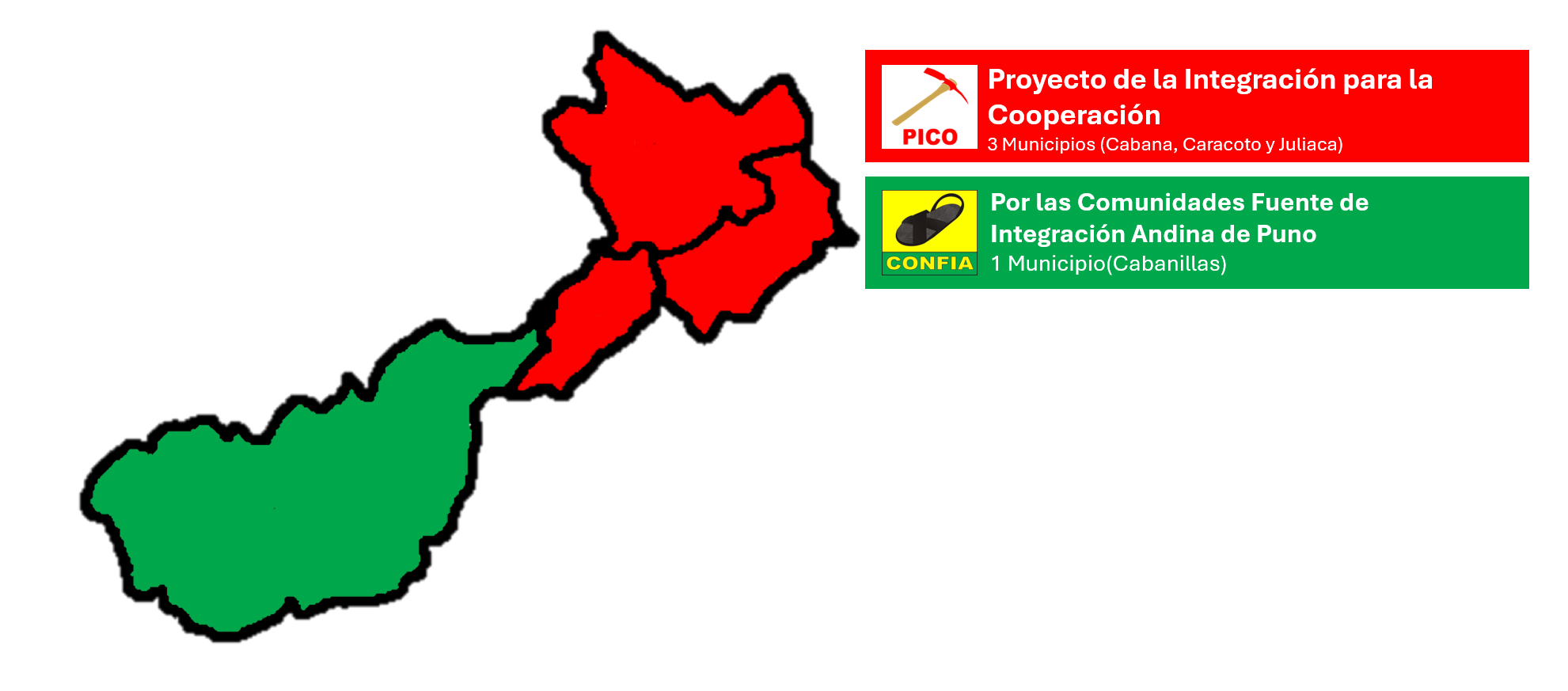
Resultados de las elecciones municipales distritales de San Román de 2014.

| Notas al pie: 1 Comparado con los resultados de Fonavistas del Perú (FDP) en las elecciones de 2010. |                                                                   |        |       |        |   |    |  |  |
| Notas al pie:                                                                                        |                                                                   |        |       |        |   |    |  |  |
| 1 Comparado con los resultados de Fonavistas del Perú (FDP) en las elecciones de 2010.               |                                                                   |        |       |        |   |    |  |  |

### Resultados por distrito
La siguiente tabla enumera el control de los distritos de la provincia de San Román. El cambio de mando de una organización política se resalta del color de ese partido.
| Distrito   | Alcalde(sa) titular  | Partido político | Partido político   | Alcalde(sa) electo(a) | Partido político | Partido político                |
| ---------- | -------------------- | ---------------- | ------------------ | --------------------- | ---------------- | ------------------------------- |
| Cabana     | Fredy Dueñas Ramírez |                  | Acción Popular     | Cesario Vilca Quispe  |                  | Integración para la Cooperación |
| Cabanillas | Jesús Quispe Mamani  |                  | Unión por el Perú  | David Mamani Ali      |                  | Fuente de Integración Andina    |
| Caracoto   | Roger Huacani Paye   |                  | Moral y Desarrollo | Hipólito Lupe Quispe  |                  | Integración para la Cooperación |